# Егорович, Вячеслав Владимирович
Вячеслав Владимирович Егорович (18 августа 1946, Штендаль, Советская зона оккупации Германии — 18 сентября 2017, Москва) — советский футболист, нападающий. Мастер спорта СССР (1971). Обладатель Кубка СССР 1971 года.

## Карьера
Воспитанник ДЮСШ «Металлург» Запорожье. Начал карьеру в команде мастеров 2-й группы класса «А» «Металлург» Запорожье в 1964 году. В 1966 году перешёл в другую команду 2-й группы класса «А», СКА (Киев). В 1968 году играл за команду класса «Б» «Трубник» Никополь. В следующем году перешёл в команду 2-й группы класса «А» «Судостроитель» Николаев. В 1970 году вернулся в запорожский «Металлург».
В 1971 году стал игроком команды высшей лиги «Спартак» (Москва). Первый матч провёл 17 марта 1971 года, в тот же день забив свой первый гол в составе «Спартака». В 1971 году завоевал Кубок СССР, получив звание мастера спорта. Всего сыграл за «Спартак» 40 матчей, в том числе 25 в чемпионате СССР, 13 в розыгрыше Кубка СССР и два в розыгрыше Кубка УЕФА. Восемь раз был заменён, 21 раз выходил на замену. Забил 12 мячей, в том числе 3 в чемпионате СССР, 8 в розыгрыше Кубка СССР и один в розыгрыше Кубка УЕФА. 15 мячей забил за дубль.
В 1973 году вернулся в запорожский «Металлург», где провёл меньше двух лет в первой лиге. Недоиграв сезон 1974 года, был вынужден перейти в коллектив физической культуры «Локомотив» (Москва), представлявший трудовой коллектив Московско-Ярославского отд. ж/д. Сезон 1974 года заканчивал в другом клубе КФК «Урожай» (Останкино). В 1976 году вернулся в «Металлург», но ненадолго. Не сыграв за запорожскую команду ни одного матча, вернулся в останкинский «Урожай». В том же году стал игроком команды мастеров второй лиги «Колос» (Никополь). В 1978 году стал играющим главным тренером создаваемой футбольной команды КФК «Атоммаш» (Волгодонск), которая в 1979 году дебютировала в чемпионате Ростовской области, заняв в итоге 4-е место. По окончании сезона 1979 года завершил карьеру футболиста.
С 1990 начальник команды ветеранов московского «Спартака». Генеральный директор клуба ветеранов «Спартака».
Умер 18 сентября 2017 года. Похоронен на Анкудиновском кладбище в Москве.

## Статистика выступлений
Приведена статистика выступлений только за команды мастеров. Данные по матчам и забитым мячам неполные. Из-за этого рядом с цифрой стоит знак ↑.
| Клуб                         | Сезон                        | Лига | Лига | Кубок | Кубок | Еврокубки | Еврокубки | Другие | Другие | Итого | Итого |
| Клуб                         | Сезон                        | Игры | Голы | Игры  | Голы  | Игры      | Голы      | Игры   | Голы   | Игры  | Голы  |
| ---------------------------- | ---------------------------- | ---- | ---- | ----- | ----- | --------- | --------- | ------ | ------ | ----- | ----- |
| «Металлург» (Запорожье)      | 1964                         | 0    | 0    | 0     | 0     | 0         | 0         | 33     | 3      | 33    | 3     |
| «Металлург» (Запорожье)      | 1965                         | 24   | 4    | 2     | 0     | 0         | 0         | 21     | 5      | 47    | 9     |
| «Металлург» (Запорожье)      | Итого                        | 24   | 4    | 2     | 0     | 0         | 0         | 54     | 8      | 80    | 12    |
| СКА (Киев)                   | 1966                         | 0    | 0    | 0     | 0     | 0         | 0         | 13     | 5      | 13    | 5     |
| СКА (Киев)                   | 1967                         | ?    | ?    | ?     | ?     | 0         | 0         | ?      | ?      | ?     | ?     |
| СКА (Киев)                   | Итого                        | ?    | ?    | ?     | 0     | 0         | 0         | 13↑    | 5↑     | 13↑   | 5↑    |
| «Трубник» (Никополь)         | 1968                         | ?    | ?    | 0     | 0     | 0         | 0         | 0      | 0      | ?     | ?     |
| «Трубник» (Никополь)         | Итого                        | ?    | ?    | 0     | 0     | 0         | 0         | 0      | 0      | ?     | ?     |
| «Судостроитель» (Николаев)   | 1969                         | ?    | ?    | 0     | 0     | 0         | 0         | 0      | 0      | ?     | ?     |
| «Судостроитель» (Николаев)   | 1970                         | 21   | 4    | 0     | 0     | 0         | 0         | 0      | 0      | 21    | 4     |
| «Судостроитель» (Николаев)   | Итого                        | 21↑  | 4↑   | 0     | 0     | 0         | 0         | 3      | 0      | 21↑   | 4↑    |
| «Металлург» (Запорожье)      | 1970                         | ?    | 6    | 0     | 0     | 0         | 0         | 0      | 0      | ?↑    | 6     |
| «Металлург» (Запорожье)      | Итого                        | ?↑   | 6    | 0     | 0     | 0         | 0         | 0      | 0      | ?↑    | 6     |
| «Спартак» (Москва)           | 1971                         | 15   | 3    | 6     | 5     | 2         | 1         | ?      | 11     | 23↑   | 20    |
| «Спартак» (Москва)           | 1972                         | 10   | 0    | 7     | 3     | 0         | 0         | ?      | 4      | 17↑   | 7     |
| «Спартак» (Москва)           | Итого                        | 25   | 3    | 12    | 8     | 2         | 1         | ?      | 15     | 40↑   | 27    |
| «Металлург» (Запорожье)      | 1973                         | 19   | 4    | 0     | 0     | 0         | 0         | ?      | ?      | 19↑   | 4↑    |
| «Металлург» (Запорожье)      | 1974                         | 13   | 5    | 1     | 0     | 0         | 0         | ?      | ?      | 14↑   | 5↑    |
| «Металлург» (Запорожье)      | 1975                         | 0    | 0    | 0     | 0     | 0         | 0         | 0      | 0      | 0     | 0     |
| «Металлург» (Запорожье)      | Итого                        | 32   | 9    | 1     | 0     | 0         | 0         | ?      | ?      | 33↑   | 9↑    |
| «Колос» (Никополь)           | 1975                         | ?    | ?    | 0     | 0     | 0         | 0         | 0      | 0      | ?     | ?     |
| «Колос» (Никополь)           | 1976                         | 36   | 11   | 0     | 0     | 0         | 0         | 0      | 0      | 36    | 11    |
| «Колос» (Никополь)           | 1977                         | 4    | 1    | 0     | 0     | 0         | 0         | 0      | 0      | 4     | 1     |
| «Колос» (Никополь)           | Итого                        | 40↑  | 12↑  | 0     | 0     | 0         | 0         | 0      | 0      | 40↑   | 12↑   |
| Всего за команды высшей лиги | Всего за команды высшей лиги | 25   | 3    | 12    | 8     | 2         | 1         | ?      | 15     | 40↑   | 27    |
| Всего за команды первой лиги | Всего за команды первой лиги | 87↑  | 23↑  | 3     | 0     | 0         | 0         | 70↑    | 13↑    | 160↑  | 36↑   |
| Всего за команды второй лиги | Всего за команды второй лиги | 40↑  | 12↑  | 0     | 0     | 0         | 0         | 0      | 0      | 40↑   | 12↑   |

1. ↑  Количество игр и голов за клуб в различных лигах чемпионата СССР
2. ↑  Количество игр и голов за клуб в розыгрыше Кубка СССР
3. ↑  Количество игр и голов за клуб в розыгрыше Кубка кубков.
4. ↑  Количество игр и голов за клуб в турнире дублёров.

## Достижения
- Обладатель Кубка СССР 1971 года.
- Мастер спорта СССР (1971)